# Депо имени Наримана Нариманова
Электродепо имени Наримана Нариманова (ТЧ-1 имени Наримана Нариманова) — электродепо, обслуживающее Красную и Зелёную линии Бакинского метрополитена.

## Описание
Одно из двух депо в бакинском метрополитене. Обслуживает Красную и Зелёную линии. До 23 декабря 2022 года также обслуживало Фиолетовую линию. Оно находится вблизи одной из двух (вторая — «Ходжасан») наземных станций бакинского метро «Бакмил». В будущем, после разделения Красной и Зелёной линий и постройки ТЧ-3 «Дарнагюль», будет обслуживать только Красную линию. Соединяется со станцией «Бакмил» по наземному пути Депо-«Бакмил» а затем по пути «Бакмил» — «Нариман Нариманов» опускается в тоннель.

## Обслуживаемые линии
| # | Линия         | Период                 |
| - | ------------- | ---------------------- |
| 1 | Красная линия | 1967 — настоящее время |
| 2 | Зелёная линия | 1968 — настоящее время |

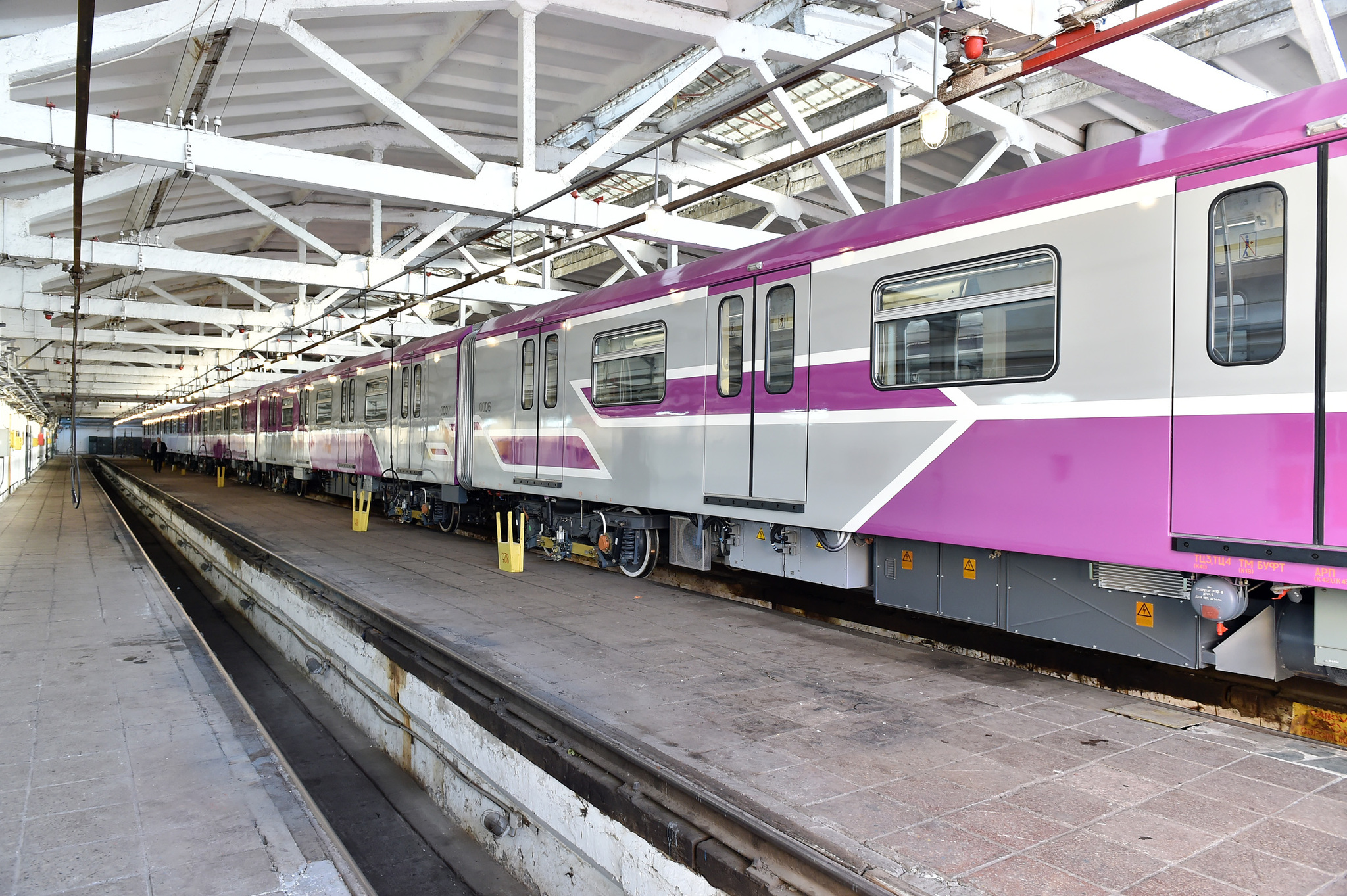
Электропоезд 81-760Б/761Б/763Б «Ока» в депо
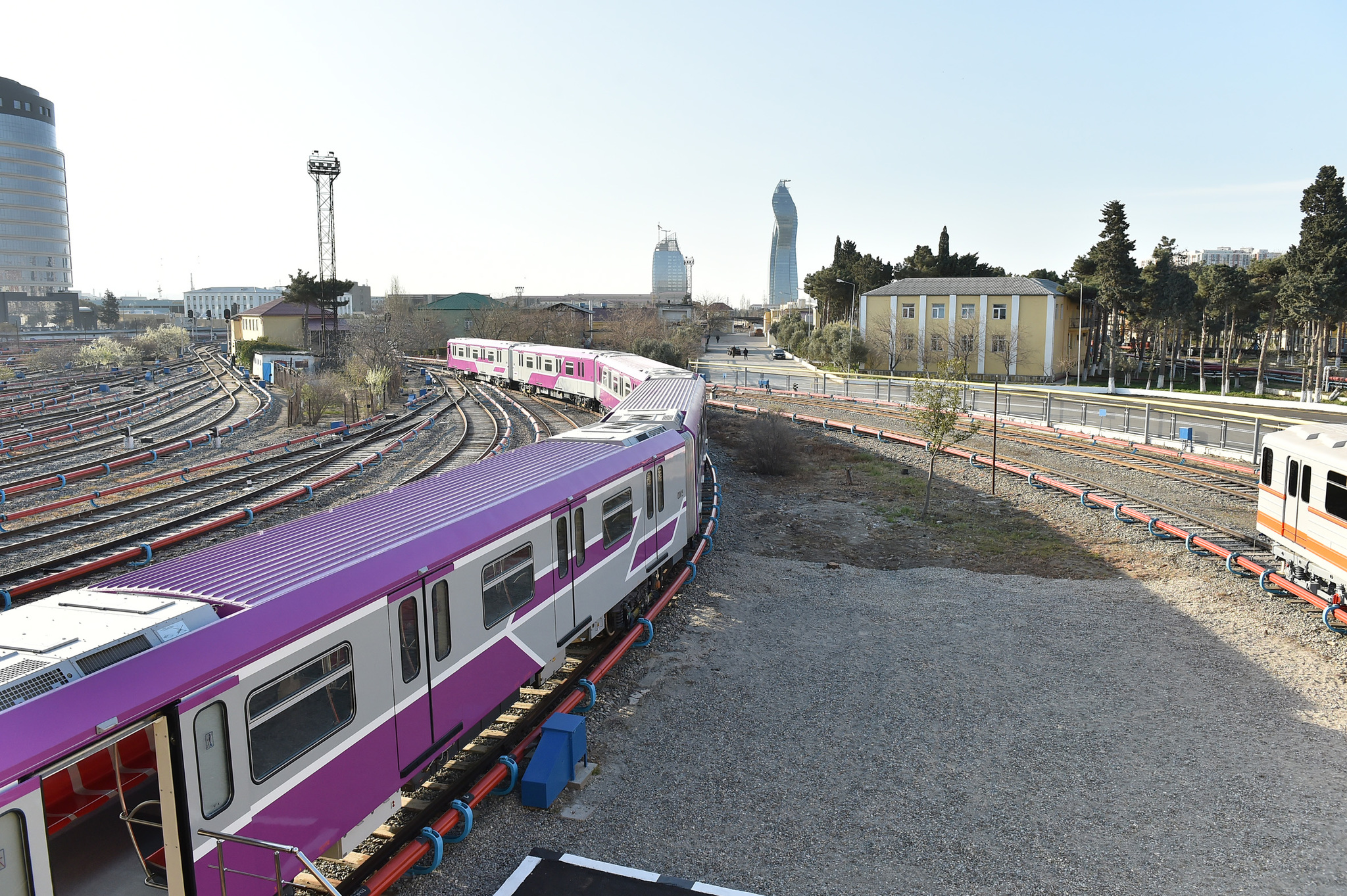
Пути в направлении от депо
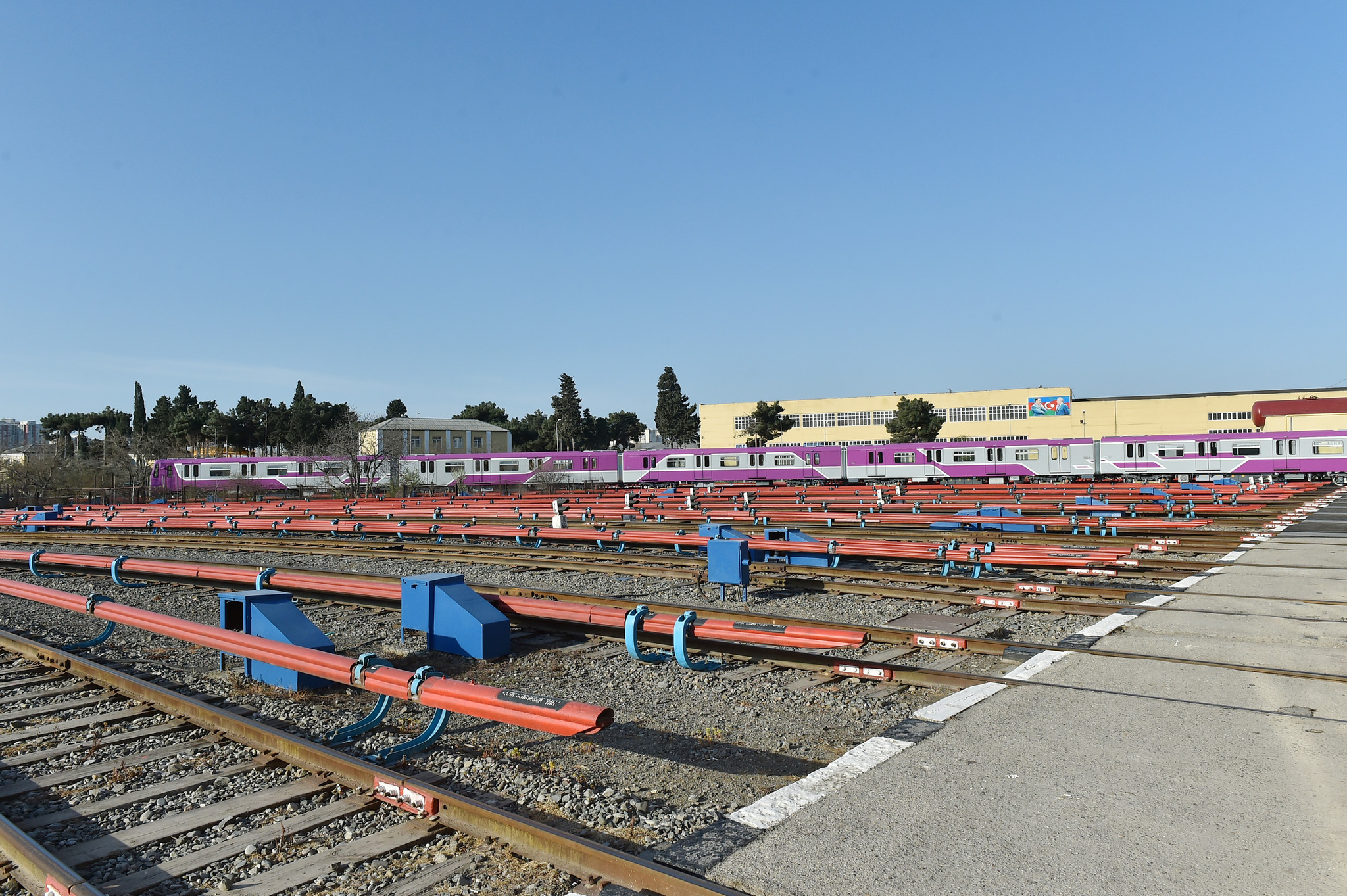
Служебный переход через пути
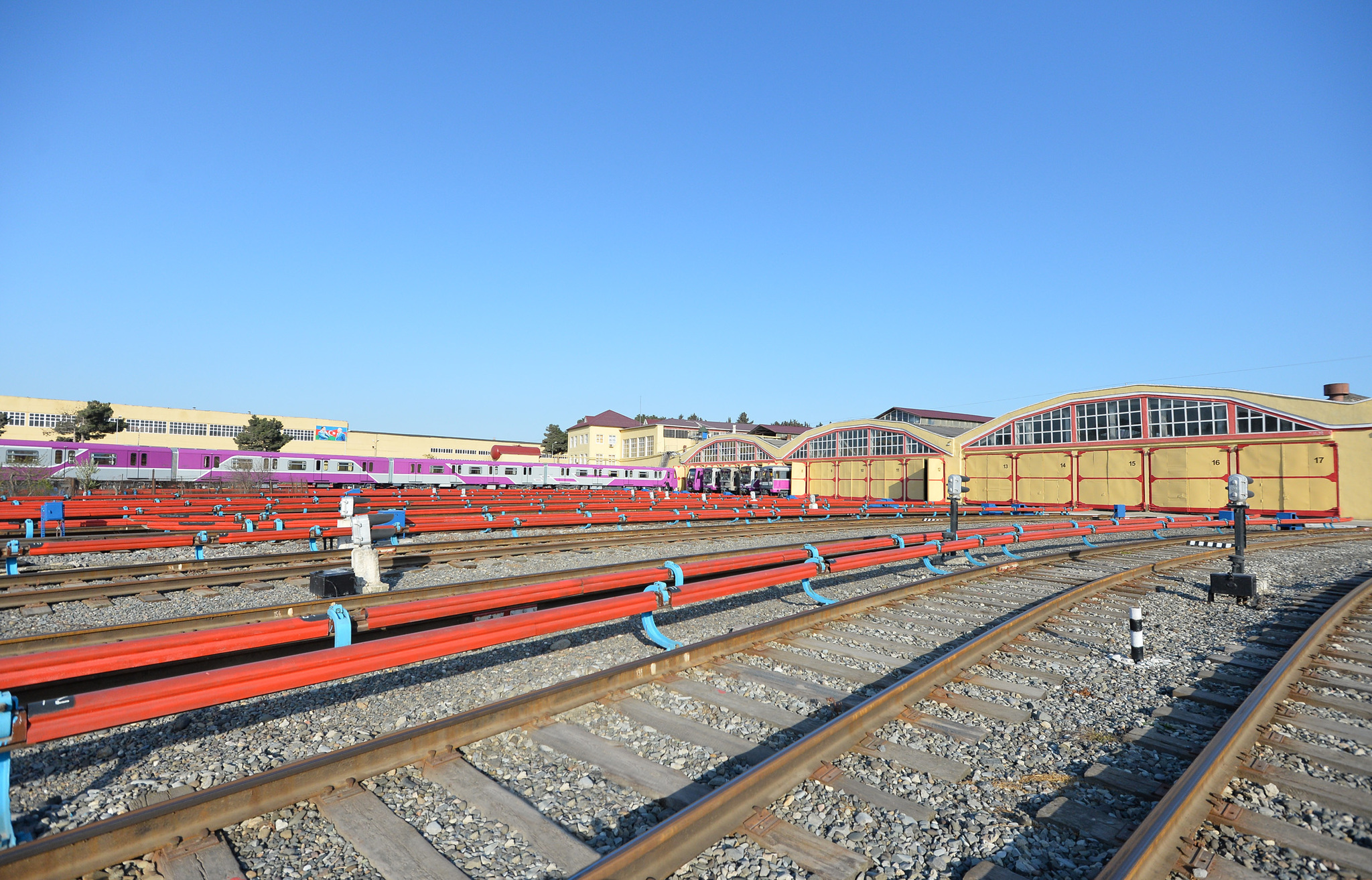
Пути и здание депо

## Подвижной состав
Пассажирский подвижной состав
| Тип вагонов             | Период                          | Вагонов в составе | Состояние               |
| ----------------------- | ------------------------------- | ----------------- | ----------------------- |
| Е                       | 1963—1987                       | 4                 | списаны                 |
| Еж, Еж1, Ем-508         | 1970—1989                       | 4                 | списаны                 |
| Еж-3/Ем-508Т            | 1977—1982                       | 5                 | списаны                 |
| 81-717/714              | c июня 1988 — настоящее время   | 5                 | регулярная эксплуатация |
| 81-717.5/714.5          | с 1989 — настоящее время        | 5                 | регулярная эксплуатация |
| 81-717.5М/714.5М        | с 1995 — настоящее время        | 5                 | регулярная эксплуатация |
| 81-717.5Б/714.5Б        | с 2002 — настоящее время        | 5                 | регулярная эксплуатация |
| 81-760Б/761Б/763Б «Ока» | с 2015 — настоящее время        | 5                 | регулярная эксплуатация |
| 81-765.Б/766.Б          | с апреля 2018 — настоящее время | 5                 | регулярная эксплуатация |

В качестве подвижного состава используются вагоны типов 81-717/714 и их модификации, а также модернизированный в Тбилиси вариант 81-717М/714М. Вагоны Еж3 сняты с регулярной пассажирской работы в 2008 году. До 2001 года в пассажирской эксплуатации находились также вагоны типа Е и Еж. Закуплено 3 состава типа 81-760Б/761Б/763Б для новой третьей линии, которая открылась в 2016 году, однако в связи с тем, что путевое развитие линии оказалось полностью изолированным от остальной части метро, было принято решение перевезти на автотрейлерах поезда 81-714М/717М для работы на Фиолетовой линии. В июне 2015 года начали эксплуатировать 81-760Б/761Б/763Б на Красной линии. Закуплено 27 составов типа 81-765.Б/766.Б. В апреле 2018 года начали эксплуатировать один из двух 81-765.Б/766.Б на Красной линии.
- Электропоезд 81-760Б/761Б/763Б «Ока» в депо

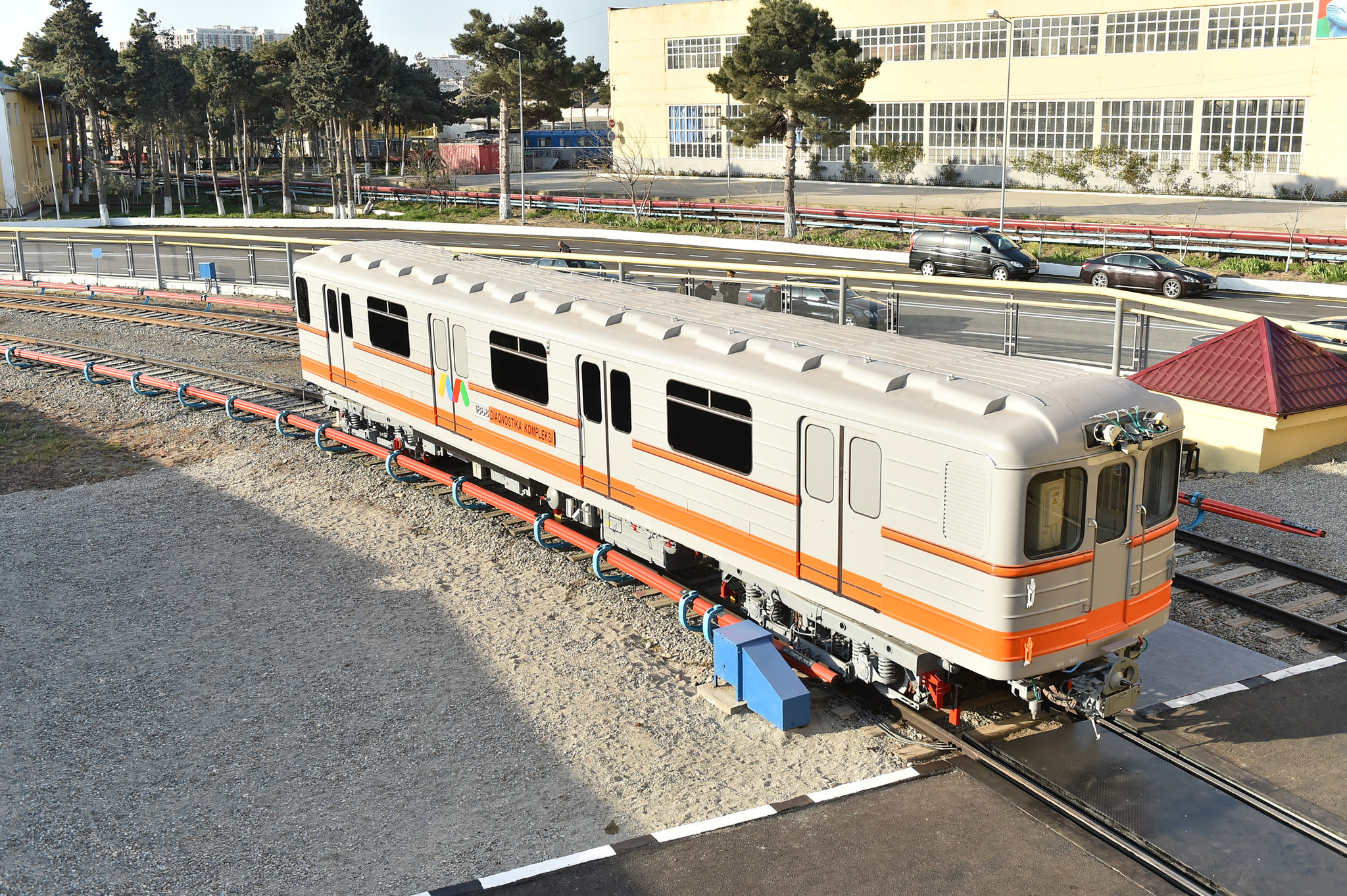
Вагон-лаборатория 81-714.5Б № 1868 на выезде из депо